# Pinocchio (film, 1996)
Pour les articles homonymes, voir Pinocchio (homonymie).
Série
Pinocchio et Gepetto
(1999)
Pour plus de détails, voir Fiche technique et Distribution.
Pinocchio ou Les aventures de Pinocchio au Québec (The Adventures of Pinocchio) est un film réalisé par Steve Barron, sorti en 1996. Il s'agit d'une adaptation du conte Pinocchio de Carlo Collodi.

## Synopsis
Geppetto est un sculpteur sur bois. Un jour, il découvre une bûche qui ne brûle pas dans sa cheminée, et décide de créer une nouvelle marionnette, qu'il appellera Pinocchio. La marionnette est mystérieusement animée par magie, et s'enfuit. Geppetto le retrouve rapidement, et lui apprend comment bien se comporter. Pinocchio est plus tard approché par deux voleurs, Volpe et Felinet, qui essaye de le mener en bateau afin de commettre un vol, mais il est dissuadé par Geppetto. Les deux voleurs se rendent chez Lorenzini, un riche marionnettiste, qui est informé de la marionnette. Lorenzini se rend chez Geppetto, afin de lui proposer de vendre Pinocchio, mais Geppetto refuse.
Plus tard, Pinocchio suit un groupe d'écoliers, et entame sa première journée en classe, fasciné par l'apprentissage. Mais la journée se termine mal: Pinocchio se bat avec un groupe d'élèves, puis est exclu de l'école après avoir menti à ce sujet a son professeur. Pinocchio, hors de lui, saccage une boulangerie, causant l'arrestation de Geppetto. Pinocchio, lors de son retour chez lui, rencontre un criquet nommé Pepe, qui s'improvise en tant que sa conscience, et promet de l'aider, à condition de ne plus faire de bêtises. Le jour suivant, Pinocchio et Geppetto se retrouvent au tribunal. Geppetto est envoyé en prison et est condamné à une amende pour les dégâts causé dans la boulangerie, et Pinocchio est confié à Lorenzini, malgré les protestations de Geppetto.
Pinocchio préfère finalement Lorenzini comme père, ce dernier lui ayant offert des pièces d'or. En revanche, Pepe lui indique que Lorenzini est seulement motivé par la gloire et l'argent. Pinocchio sauve donc plusieurs marionnettes des flammes pendant la pièce de Lorenzini, mais met accidentellement le feu au théâtre. Volpe et Felinet retrouvent Pinocchio, et le convainquent d'enterrer ses pièces d'or, afin de faire pousser un arbre de miracles, qui le transformera en véritable petit garçon, mais Pepe lui apprend que les miracles viennent du cœur. Les pièces d'or sont bientôt dérobées par les deux voleurs.
Entre-temps, Geppetto et sa petite amie Leona découvrent le théâtre incendié, et se mettent à la recherche de Pinocchio. Ce dernier embarque dans un bus avec les enfants de l'école, et se rend dans une fête foraine où les enfants peuvent se comporter comme ils veulent sans répercussions. Pendant une virée en montagnes russes, les enfants boivent de l'eau et sont transformés en ânes, symboliques de leur mauvaise conduite, mais Pinocchio s'en sort avec seulement des oreilles d'âne. La virée au parc est en fait un plan machiavélique conçu par Lorenzini, afin de transformer tous les enfants en ânes et les vendre, afin de regagner sa fortune. Pinocchio et les enfants s'échappent de Terra Magica. Lorenzini essaye de les rattraper, mais il tombe dans la rivière, et commence une longue et horrible mutation...
Leona retrouve Pinocchio et l'informe que Geppetto le recherche. Avant qu'il n'ait pu faire quoi que ce soit, Pinocchio est dévoré par une baleine géante, qui se trouve être Lorenzini transformé. Pinocchio retrouve Geppetto dans les entrailles de la baleine. Afin de se sortir de là, Pinocchio ment en disant qu'il n'aime pas sa vie, ce qui fait s'allonger son nez. Lorenzini tousse tellement qu'il recrache Pinocchio et Geppetto, puis se noye.
La force mystérieuse qui avait donné vie à Pinocchio réapparaît et ce dernier devient un véritable enfant. Sur le chemin du retour, il retrouve Volpe et Feline, et les persuade que s'il vont boire l'eau de Terra Magica avec une pierre, elle deviendra de l'or. Les deux voleurs finissent transformés en renard et en chat, puis sont capturés et emmenés à la fourrière.
Plus tard, Pinocchio ramène une bûche à Geppetto, et lui demande de lui fabriquer une petite amie.

## Fiche technique
Sauf indication contraire, les informations mentionnées dans cette section peuvent être confirmées par la base de données cinématographiques IMDb,  présente dans la section « Liens externes ».
- Titre original : The Adventures of Pinocchio
- Titre français : Pinocchio
- Titre québécois : Les aventures de Pinocchio
- Réalisation : Steve Barron
- Scénario : Steve Barron, Tom Benedek, Sherry Mills et Barry Berman, d'après le roman Les Aventures de Pinocchio de Carlo Collodi.
  - Parolier : Richard Sparks
- Musique : Rachel Portman, Lee Holdridge, David Goldsmith et Craig Taubman
- Direction artistique : Jirí Matolín, Ian Reade-Hill et Tony Reading
- Décors : Allan Cameron
- Costumes : Maurizio Millenotti
- Photographie : Juan Ruiz Anchía
- Son : Petr Forejt, Daniel Laurie
- Montage : Sean Barton
- Production : Heinz Bibo, Raju Patel, Jeffrey M. Sneller

Coproduction : Samuel Hadida, Dieter Geissler, Tim Hampton, Michael MacDonald et Edward Simons
Production déléguée : Donald Kushner, Peter Locke, Lawrence Mortorff et Sharad Patel
- Sociétés de production[1] : 
  - République Tchèque : Barrandov Studios
  - Royaume-Uni : Allied Pinocchio Productions Ltd.
  - Allemagne : Dieter Geissler Filmproduktion, Cinevox Filmproduktion GmbH
  - États-Unis : Savoy Pictures, Twin Continental Films, Pangaea Holdings, Kushner-Locke Company[2]
- Sociétés de distribution[1] :
  - Royaume-Uni : PolyGram Filmed Entertainment
  - France : Metropolitan Filmexport
  - Allemagne : Warner Bros.
  - États-Unis : New Line Distribution
  - Québec : CFP Distribution
- Budget : 25 millions de dollars[3]
- Pays d'origine :  Tchéquie,  Royaume-Uni,  France,  Allemagne,  États-Unis
- Langue originale : anglais
- Format[4] : couleur (DeLuxe) - 35 mm - 2,35:1 / 2,39:1 (Cinémascope) - son Dolby Digital | SDDS | Dolby SR | DTS
- Genre : fantastique, Fantasy, aventure, drame, musical
- Durée[4] :
  - France : 92 minutes
  - Allemagne : 94 minutes
  - États-Unis : 96 minutes
- Dates de sortie :
  - États-Unis : 26 juillet 1996
  - Allemagne : 3 octobre 1996
  - Royaume-Uni : 18 octobre 1996
  - France : 23 octobre 1996
  - Belgique : 5 février 1997
- Classification[5] :
  -  Royaume-Uni : U - Universal - Suitable for all (Pour un public de quatre ans et plus)[6].
  -  France : Tous publics (Conseillé à partir de 6 ans)[7] (visa d'exploitation no 88752 délivré le 21 octobre 1996)[8].
  -  Allemagne : FSK 0 (Tous publics).
  -  États-Unis : G - General Audiences (Tous publics).

## Distribution
- Martin Landau (VF : Jean Topart) : Geppetto
- Jonathan Taylor Thomas (VF : Donald Reignoux) : Pinocchio
- Geneviève Bujold (VF : Christine Delaroche) : Leona
- Udo Kier (VF : Bruno Devoldère) : Lorenzini
- Rob Schneider (VF : Yves Beneyton) : Volpe
- Bebe Neuwirth (VF : Dorothée Jemma) : Felinet
- Vladimir Koval (VF : Joseph Falcucci pour les dialogues et Hervé Lamy pour les chansons) : Luigi
- Corey Carrier : Lumignon
- Marcello Magni : le pâtissier
- Dawn French : la femme du pâtissier
- Griff Rhys Jones : Tino
- John Sessions (VF : Claude Nicot) : le professeur
- Jean-Claude Drouot (VF : lui-même) : le juge
- Jean-Claude Dreyfus : le guide
- Teco Celio et Wilfred Benaïche : les lieutenants de Lorenz
- David Doyle (VF : Emmanuel Curtil) : Pépé le criquet (voix)

## Accueil

### Accueil critique
Aux États-Unis, le long-métrage a reçu un accueil plutôt mitigé :
- Sur l'Internet Movie Database, il obtient un score défavorable de 5,2⁄10 sur la base de 5 260 critiques[13].
- Sur l'agrégateur américain Rotten Tomatoes, le film bénéficie d'un taux d'approbation de 36 % basé sur 25 opinions (9 critiques positives et 16 négatives) et d'une note moyenne de 4,70⁄10[9].

En France, les retours sont tout aussi mitigé :
- Sur Allociné, il obtient une moyenne de 3,2⁄5 sur la base 28 critiques de la part des spectateurs[10].
- Sur SensCritique, il obtient une moyenne de 5,4⁄10 sur la base d’environ 1 100 retours du public dont 30 coups de cœur et 114 envies[14].
- Sur Télérama, la note des spectateurs est de 2,45⁄5 pour 159 critiques[11].
- Sur Écran Large, les lecteurs lui attribuent une note de 5⁄5[12].

### Box-office
| Pays ou région            | Box-office                        | Date d'arrêt du box-office | Nombre de semaines |
| ------------------------- | --------------------------------- | -------------------------- | ------------------ |
| États-Unis (1er week-end) | 3 832 551 $                       | du 26 au 28 juillet 1996   | -                  |
| États-Unis Canada         | 15 094 530 $                      | -                          | -                  |
| États-Unis                | 3 495 000 entrées                 | -                          | -                  |
| France Paris              | 1 559 547 entrées 241 392 entrées | -                          | -                  |
| Allemagne                 | 1 079 081 entrées                 | -                          | -                  |
| Total hors États-Unis     | -                                 | -                          | -                  |
| Total mondial             | 15 094 530 $                      | -                          | -                  |

## Distinctions
En 1997, Pinocchio a été sélectionné 3 fois dans diverses catégories et a remporté 1 récompense.

### Récompenses
- Young Artist Awards 1997 : Young Artist Award du meilleur jeune acteur de doublage décerné à Jonathan Taylor Thomas.

### Nominations
- Academy of Science Fiction, Fantasy & Horror Films - Saturn Awards 1997 :
  - Meilleur film fantastique,
  - Meilleur jeune acteur pour Jonathan Taylor Thomas.

## Éditions en vidéo
- Pinocchio est sorti en :
  - DVD le 13 juin 2001[17],
  - VàD le 3 septembre 2018[7].

## Suite
Malgré un résultat déficitaire au box-office (15 millions de dollars de recettes pour un budget de 25 millions), une suite intitulée Pinocchio et Gepetto a été réalisée par Michael Anderson, et est sortie en 1999 directement en vidéo.